# Kościół Przemienienia Pańskiego i św. Mikołaja w Kazanowie
Kościół Przemienienia Pańskiego i świętego Mikołaja w Kazanowie – rzymskokatolicki kościół parafialny należący do dekanatu zwoleńskiego diecezji radomskiej.

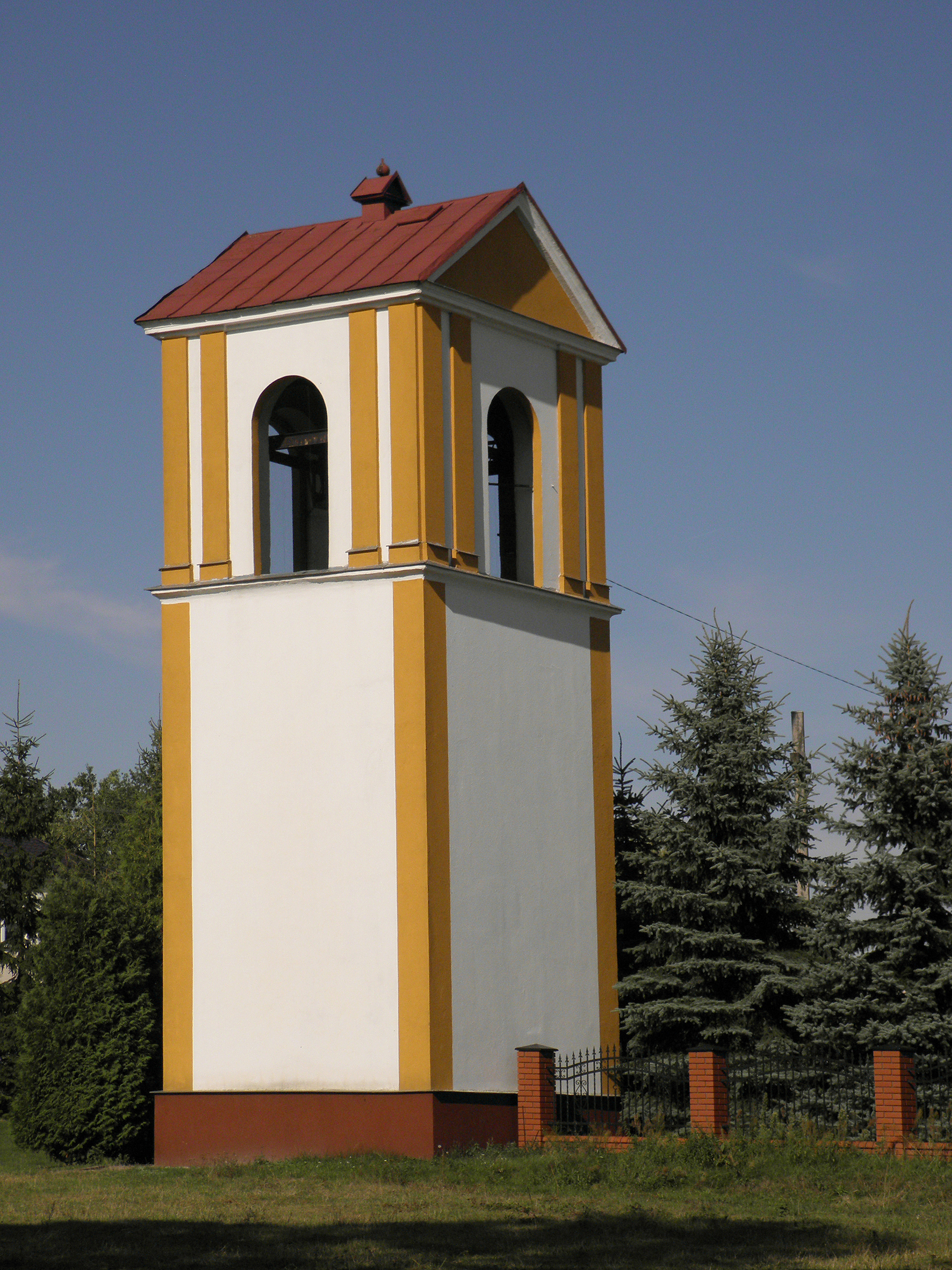
Dzwonnica

Kościół został wzniesiony w latach 1788-1790 i ufundowany przez Jana Kantego Dunina-Wąsowicza. W latach 1929–1934 budowla została przebudowana według projektu Józefa Berenta. W wyniku tej przebudowy kościół zatracił swoje cechy barokowo-klasycystyczne. W nawie głównej jest umieszczony obraz Przemienienia Pańskiego, pochodzący z XVIII wieku.
Jest świątynią o jednej nawie, wybudowana na planie krzyża.
Do rejestru zabytków oprócz kościoła wpisane jest ogrodzenie cmentarza z kapliczkami i bramą, pochodzące z przełomu XIX i XX wieku.